# Arquitetura hostil

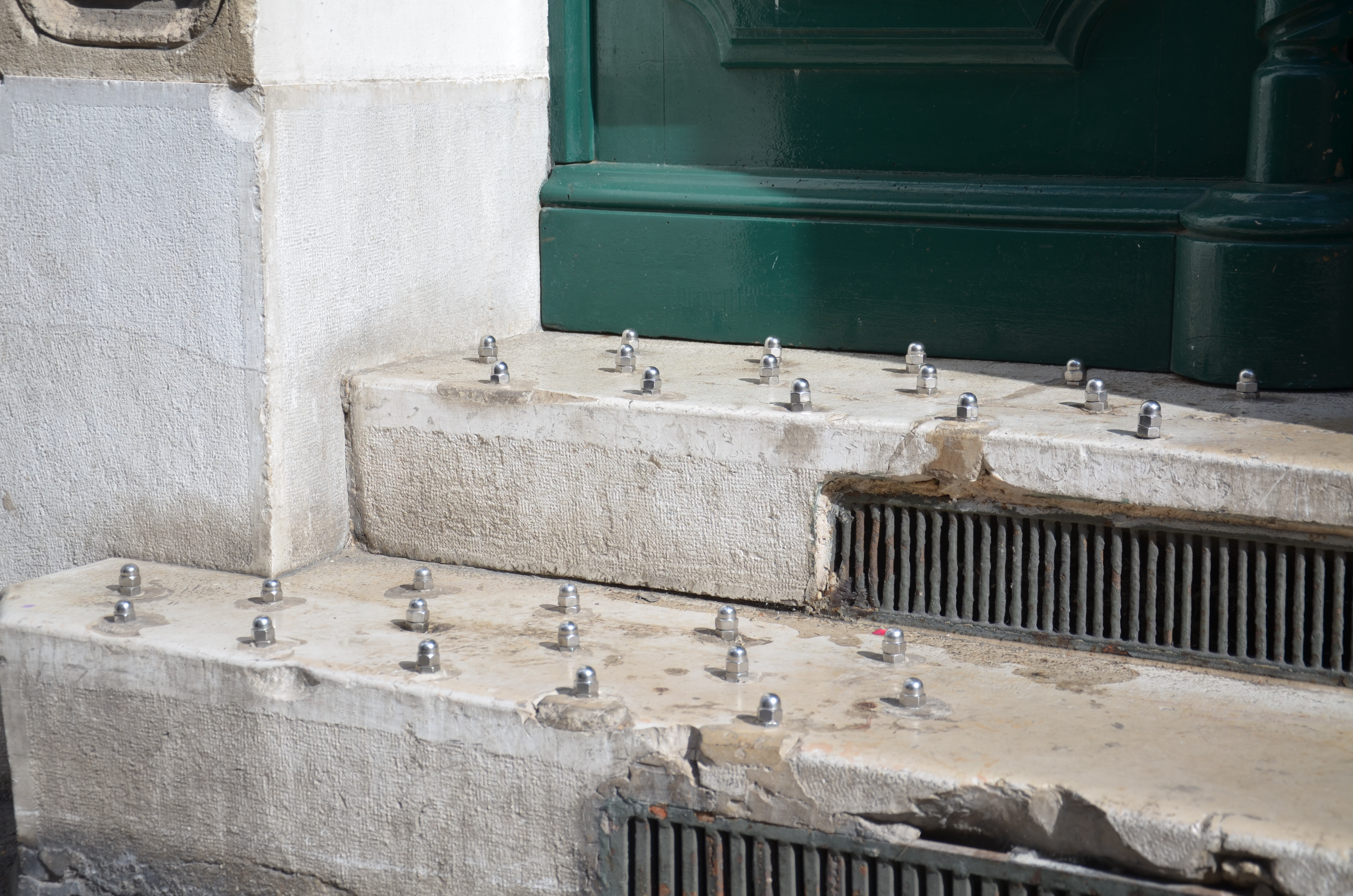
Parafusos instalados nos degraus da frente de um edifício, para impedir as pessoas de se sentarem (Marselha, França).

Arquitetura hostil é uma estratégia de design urbano que utiliza elementos para guiar ou restringir determinados comportamentos, com a finalidade de prevenir crimes, manter a ordem, mercantilizar o espaço ou excluir determinados grupos sociais. Geralmente é voltado a pessoas que utilizam ou dependem mais de espaços públicos, como jovens e pessoas em situação de rua, restringindo os comportamentos que estes podem exercer.
Também conhecida como arquitetura defensiva ou design urbano defensivo, o termo arquitetura defensiva é comumente associado a "pontas de ferro anti-desabrigados" — peças pontiagudas instaladas em superfícies planas para torná-las espaços difíceis ou desconfortáveis de dormir. Outras medidas incluem parapeitos de janelas inclinados para pessoas não sentarem; bancos com braços posicionados para impossibilitar que deitem e aspersores que "não estariam regando nada".
A arquitetura hostil também é utilizada para conter esqueitistas, o ato de jogar lixo no chão e urinação nos espaços públicos. Críticos discutem que tais medidas reforçam divisões sociais e criam problemas para todos, principalmente para crianças, idosos e pessoas com deficiências.
O termo Arquitetura Hostil atualmente aparece em estudos representando aspectos arquitetônicos que edificam um espaço descontínuo e que limitam a experiência do espaço urbano, do caminhar, do viver urbano. Arquiteturas que reforçam a ideia da fragmentação urbana assim como contribuem para a falta de vitalidade dos espaços públicos.

## Exemplos de arquitetura hostil
Muitas são as formas que a arquitetura hostil tem para se infiltrar no espaço urbano. Segue uma seleção de exemplos.

### Objetos pontiagudos em bancos, degraus e parapeitos
A instalação de pinos, parafusos, espinhos ou demais objetos pontiagudos para evitar que pessoas sentem ou deitem nesses espaços é o mais ilustre exemplo de arquitetura hostil. Essa ferramenta evita, principalmente, que moradores de rua se utilizem do local para dormir. Geralmente, esses dispositivos são instalados em espaços privados por comerciantes para evitar que moradores de rua ou grupos sociais mais vulneráveis afugentem, espantem ou incomodem seus clientes. Também é notória a utilização desse recurso em espaços públicos de zonas ricas ou centros urbanos para expulsar a população sem-teto, considerada "incômoda" ou "indesejável".

### Mercantilização do espaço
A cobrança pela estadia num local assim como o design arquitetônico que sustente pensamentos mercantis ou de segregação também constitui exemplo de arquitetura hostil. Os Shopping Centers, por exemplo, são estruturas que concentram a população consumidora de um certo estrato social, diferenciando os espaços frequentados por pessoas com base em seus níveis de renda. A ideia de ir a um shopping de classe média baixa, classe média alta ou classe rica cria por si só a segregação socio-espacial. Também é notório o modo como zonas de comércio são separadas por critério de luxo e classe: os pobres não invadem o lugar dos ricos porque sabem que não podem consumir a ostentação de números que caem para fora das etiquetas de preço. Todos esses consolidam-se como exemplos de arquitetura hostil. Nas palavras do historiador britânico Iain Borden: “só somos cidadãos se estamos trabalhando ou consumindo. Por isso, é aceitável, por exemplo, ficar sentado no espaço público, desde que você esteja num café ou num lugar previamente determinado”.

### Pedras embaixo de viadutos
A implementação de pedras abaixo de viadutos é uma medida do poder público com o intuito de impedir que pessoas ocupem o lugar. Muitas vezes, viadutos aglutinam moradores de rua, jovens, dependentes químicos, criminosos e outros grupos vulneráveis, de forma que a conceber um desconfortável e inacessível chão recoberto de pedras pode ser solução para expulsar essas populações . Em 2021, um caso ganhou destaque na mídia: o padre Júlio Lancelotti destruiu a marretadas pedras sob o viaduto Dom Luciano Mendes de Almeida, na cidade de São Paulo. Lancelotti, coordenador da Pastoral do Povo de Rua da Arquidiocese de São Paulo, tomou a atitude como ato de protesto contra a arquitetura hostil.

## Aspectos legais
No Brasil, embora a competência para legislar e tratar do espaço urbano local caiba majoritariamente aos municípios, a União, os Estados e o Distrito Federal também podem legislar concorrentemente sobre direito urbanístico conforme dispõe a Constituição de 1988. Tendo em vista essa definição, foi editada a Lei Federal 10.257/2001 (Estatuto da Cidade) com o objetivo de regular os instrumentos de política urbana nacionalmente. Entretanto, apesar de ter extensas previsões, o Estatuto nunca dispôs explicitamente sobre a proibição à chamada arquitetura hostil.
Em 2021, após várias mobilizações a favor da população de rua pelo padre Julio Lancellotti, que em uma das oportunidades destruiu a marretadas pedras ásperas instaladas pela Prefeitura de São Paulo em espaços debaixo de viadutos da cidade que visavam impedir a população em situação de rua de usá-los como moradia, foi proposto junto ao Senado Federal brasileiro o projeto de lei n° 488/2021, de autoria do senador Fabiano Contarato, proibindo a instalação em áreas públicas de construções hostis a idosos, crianças e pessoas em situação de rua. Em 22 de novembro de 2022, a Câmara dos Deputados do Brasil aprovou o projeto, que foi à sanção presidencial. Em 13 de dezembro do mesmo ano, o então presidente Jair Bolsonaro vetou o projeto de lei sob o argumento de que a norma poderia "ocasionar uma interferência na função de planejamento e governança local da política urbana, ao buscar definir as características e condições a serem observadas para a instalação física de equipamentos e mobiliários urbanos". Três dias depois, o Congresso Nacional brasileiro derrubou o veto presidencial, restabelecendo assim a publicação e a vigência da lei aprovada.